# Гермионы
Гермионы (Герминоны) — группа германских племён, которую наряду с ингевонами и истевонами упоминают античные авторы Плиний Старший и Корнелий Тацит.
Тацит в этнографическом очерке «О происхождении германцев и местоположении Германии» пишет, что праотец и прародитель германского народа — Манн, сын бога Туистона, имел трёх сыновей, от которых и происходят три ветви германцев — обитающие близ Океана называются ингевоны, другие — истевонами, а между ними внутри страны располагались гермионы.
Плиний Старший даёт несколько иное разделение германских племён, а именно, он делит их на пять групп, где в группу гермионов входят свебы, хатты, херуски и германдуры.
По Шафарику к гермионам относились: хатты, хазуары (Chasuari), херуски, фозы (Fosi), германдуры, нариски, маркоманы, квады, марсигпы, семноны и лигийские племена.
Эрнст Гаупп делил всех древних германцев на две группы, свевов и несвевов, считая такое деление принципиальным: племена гермионов помещались им во вторую группу вместе с франками, фризами и кимврами.
Не исключено, что название «гермионы» связано с «германцы», «Германия». «Слово — Германия новое, — замечает Тацит, — и недавно вошедшее в обиход, ибо те, кто первыми переправились через Рейн и прогнали галлов, ныне известные под именем тунгров, тогда назывались германцами. Таким образом, наименование племени постепенно возобладало и распространилось на весь народ».
Согласно средневековой этимологии, название племени происходит от латинского слова Germani — «братья», или Germanus — «родной», «близкий», «настоящий», что, в принципе, вполне возможно, учитывая фратриальную структуру древних обществ, однако в морфологическом отношении слово представляет собой правильное причастие страдательного залога, в основе которого лежит мифическое имя - прагерманское Ermunos. О других возможных этимологиях см. Германцы.